# Michael Reth

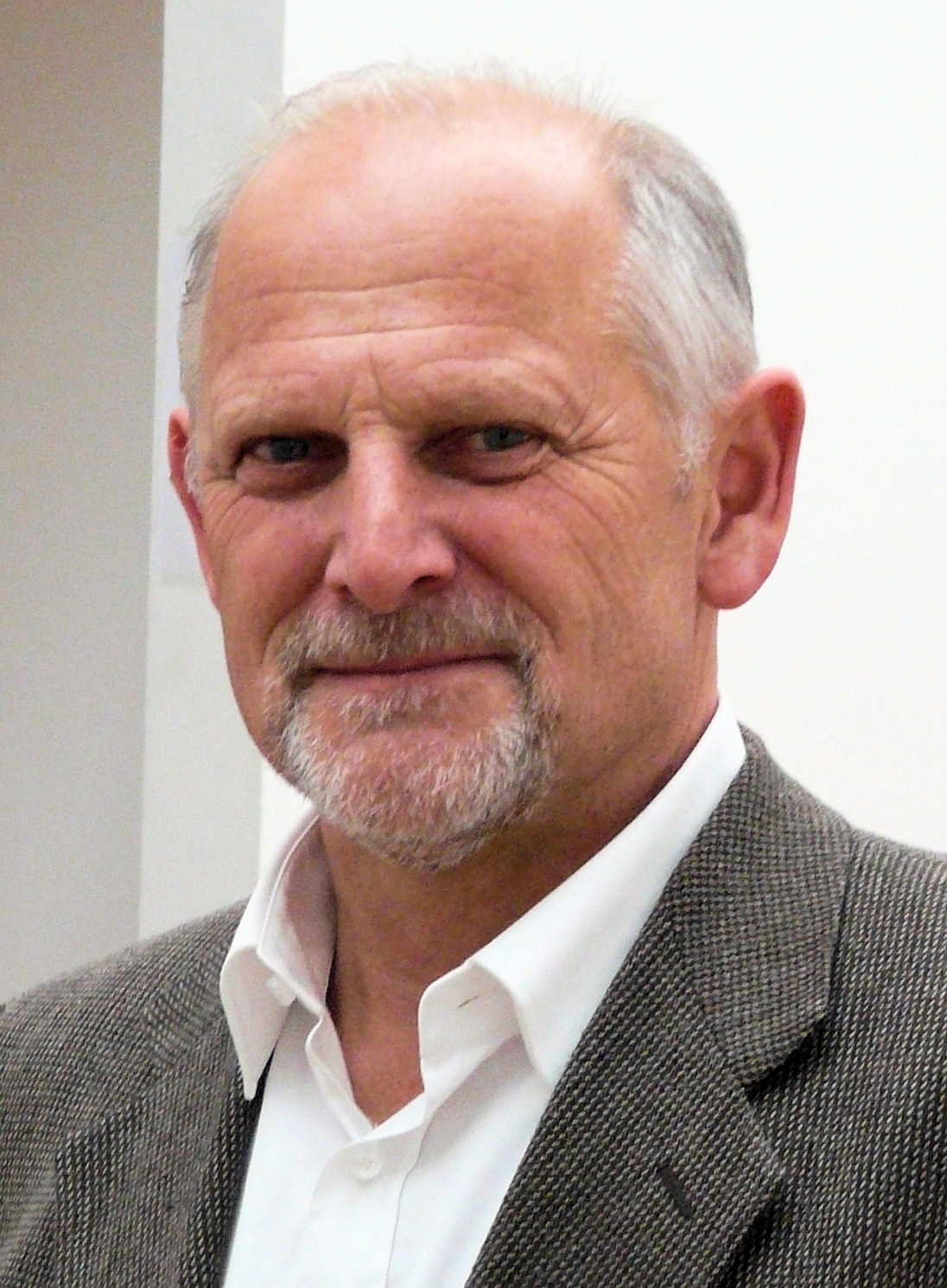
Michael Reth, im März 2014

Michael Reth (* 8. November 1950 in Düsseldorf) ist ein deutscher Biologe und Professor für molekulare Immunologie an der Albert-Ludwigs-Universität Freiburg. Reth ist zugleich „Auswärtiges Wissenschaftliches Mitglied“ der Max-Planck-Gesellschaft und am Max-Planck-Institut für Immunbiologie und Epigenetik tätig. Seit 2007 ist er Sprecher des Exzellenzclusters BIOSS, der an der Universität Freiburg eingerichtet wurde.

## Leben und wissenschaftliche Laufbahn
Nach der Schulzeit in seiner Geburtsstadt studierte er ab 1971 Biologie an der Universität zu Köln, wo er 1977 das Diplom ablegte. Danach wurde er im Jahr 1981 bei Klaus Rajewsky am Institut für Genetik der Universität zu Köln promoviert mit einer Arbeit über die „Charakterisierung individueller Antikörper und Idiotop des NPb Idiotyps“.
Die nächste Station in seiner wissenschaftlichen Laufbahn war ab 1982 ein von der DFG geförderter Forschungsaufenthalt am College of Physicians and Surgeons der Columbia University in New York City, wo er in der Gruppe von Frederick Alt an der Regulation der frühen B-Zellentwicklung arbeitete. 1985 kehrte er als Gruppenleiter des BMFT-Projekts „Molekulare Gen- und Zelltechnologie“ an das Institut für Genetik in Köln zurück und wurde 1988 mit seinen Arbeiten zur Immungenetik in Köln habilitiert. Die Habilitationsschrift trägt den Titel: „Kontrolle der Immunglobulin-expression während der B-Zellentwicklung“.
Im selben Jahr berief ihn der Nobelpreisträger Georges Köhler auf eine permanente Gruppenleiterposition an das damalige Max-Planck-Institut für Immunbiologie in Freiburg. 1990 folgte eine Berufung auf eine permanente C3-Stelle innerhalb der Max-Planck-Gesellschaft. Seit 1996 arbeitet Michael Reth als Professor für molekulare Immunologie an der Fakultät für Biologie der Universität Freiburg und forscht weiterhin am MPI für Immunbiologie und Epigenetik. 2007 wurde Reth Sprecher des Exzellenzclusters BIOSS – Centre for Biological Signalling Studies (Zentrum für Biologische Signalstudien). BIOSS betreibt biologische Kommunikationsforschung. An dem Exzellenzcluster sind sieben Fakultäten, das MPI für Immunbiologie und Epigenetik und das Fraunhofer-Institut für Physikalische Messtechnik in Freiburg beteiligt.

## Hauptforschungsgebiete
Schwerpunkte von Reths Arbeit sind die Struktur und Funktion der Antigenrezeptoren auf B-Zellen und die Signalleitung in aktivierten Lymphozyten. Seine Arbeiten führten 1988 zur erstmaligen Beschreibung der Signalunterheiten des B-Zell-Antigenrezeptors (BCR), nämlich des Ig-α/Ig-β-Heterodimers. Zudem identifizierte er erstmals das „Immunoreceptor tyrosine-based activation motif“ (ITAM), über das alle Antigenrezeptoren Signale ins Zytosol weiterleiten. Seine neueren Arbeiten befassen sich sowohl mit der Organisation des BCR auf lebenden Zellen als auch mit der Signalleitung von diesem Rezeptor. Hier gelang seiner Arbeitsgruppe erstmals die Identifizierung des wichtigen Adaptorproteins SLP-65, das für die Differenzierung der B-Zellen von entscheidender Bedeutung ist und als Tumorsuppressor-Gen während der B-Zell-Entwicklung wirkt. Diese Arbeiten könnten somit neue Einblicke in die Entstehung von B-Zell-Tumoren (Leukämien) bei Kindern geben. Seine neusten Untersuchungen zeigen, dass der B-Zell-Antigenrezeptor auf ruhenden B-Zellen Oligomere ausbildet. Durch die Bindung eines Antigens wird der oligomere BCR geöffnet und sendet Signale zur Aktivierung der B-Zellen aus. Diese Untersuchungen unterstützen das „dissociation activation model“ und widersprechen dem „cross-linking model“ der B-Zellaktivierung.

## Mitgliedschaften und Ehrungen
- 1988 Heinz Maier-Leibnitz-Preis
- 1996 Gottfried-Wilhelm-Leibniz-Preis der Deutschen Forschungsgemeinschaft
- 2005 Mitglied des Advisory Board, IDI  Institute, Harvard University, USA
- 2006 Mitglied Deutsche Akademie der Naturforscher Leopoldina
- 2008 Ernennung zum Ehrenmitglied der American Association of Immunologists
- 2009 EFIS-Schering-Plough European Immunology Prize für seine Arbeiten zu Signalprozessen von Immunzellen
- 2012 „Advanced Grant“ des Europäischen Forschungsrats (2,24 Millionen auf 5 Jahre ab 2013)
- 2014 Paul-Ehrlich-und-Ludwig-Darmstaedter-Preis[4]
- 2018 Mitglied der National Academy of Sciences